# Grand Prix Formule 1 van Emilia-Romagna 2022
De Grand Prix Formule 1 van Emilia-Romagna 2022 werd gereden op 24 april op het Autodromo Internazionale Enzo e Dino Ferrari bij Imola. Het was de vierde race van het seizoen.
De Grand Prix van Emilia-Romagna  was de eerste GP zijn waar in 2022 een sprint gehouden werd. Een sprint is bijna hetzelfde als een normale race, met als groot verschil dat de wedstrijd minder lang duurt. De sprint afstand bedraagt circa 100 kilometer en zal daardoor rond de 25 à 30 minuten gaan duren.
Het Grand Prix-weekend begon op vrijdag met de eerste vrije training van zestig minuten. Daarna volgde een kwalificatie, die de startopstelling voor de sprint bepaalde en waarin de snelste coureur de pole positie op zijn naam kreeg.
Op zaterdagmorgen werd een tweede vrije training van een uur verreden waarna in de middag de sprint werd verreden. De wedstrijd op zondag werd verreden over een "normale" Grand Prix afstand (circa 300 kilometer) en de teams habben een vrije bandenkeuze.

## Vrije training 1
- Enkel de top vijf wordt weergegeven.

| Pos. | Nr. | Coureur          | Constructeur  | Tijd     |
| ---- | --- | ---------------- | ------------- | -------- |
| 1    | 16  | Charles Leclerc  | Ferrari       | 1:29.402 |
| 2    | 55  | Carlos Sainz jr. | Ferrari       | 1:30.279 |
| 3    | 1   | Max Verstappen   | Red Bull-RBPT | 1:30.867 |
| 4    | 20  | Kevin Magnussen  | Haas-Ferrari  | 1:32.439 |
| 5    | 47  | Mick Schumacher  | Haas-Ferrari  | 1:32.988 |

## Kwalificatie
Max Verstappen behaalde de veertiende pole position in zijn carrière.
| Pos.                   | Nr. | Coureur          | Constructeur          | Kwalificatietijden | Kwalificatietijden | Kwalificatietijden | Grid |
| Pos.                   | Nr. | Coureur          | Constructeur          | Q1                 | Q2                 | Q3                 | Grid |
| ---------------------- | --- | ---------------- | --------------------- | ------------------ | ------------------ | ------------------ | ---- |
| 1                      | 1   | Max Verstappen   | Red Bull Racing-RBPT  | 1:19.295           | 1:18.793           | 1:27.999           | 1    |
| 2                      | 16  | Charles Leclerc  | Ferrari               | 1:18.796           | 1:19.584           | 1:28.778           | 2    |
| 3                      | 4   | Lando Norris     | McLaren-Mercedes      | 1:20.168           | 1:19.294           | 1:29.131           | 3    |
| 4                      | 20  | Kevin Magnussen  | Haas-Ferrari          | 1:20.147           | 1:19.902           | 1:29.164           | 4    |
| 5                      | 14  | Fernando Alonso  | Alpine-Renault        | 1:20.198           | 1:19.595           | 1:29.202           | 5    |
| 6                      | 3   | Daniel Ricciardo | McLaren-Mercedes      | 1:19.980           | 1:20.031           | 1:29.742           | 6    |
| 7                      | 11  | Sergio Pérez     | Red Bull Racing-RBPT  | 1:19.773           | 1:19.296           | 1:29.808           | 7    |
| 8                      | 77  | Valtteri Bottas  | Alfa Romeo-Ferrari    | 1:20.419           | 1:20.192           | 1:30.439           | 8    |
| 9                      | 5   | Sebastian Vettel | Aston Martin-Mercedes | 1:20.364           | 1:19.957           | 1:31.062           | 9    |
| 10                     | 55  | Carlos Sainz jr. | Ferrari               | 1:19.305           | 1:18.990           | Geen tijd          | 10   |
| 11                     | 63  | George Russell   | Mercedes              | 1:20.383           | 1:20.757           |                    | 11   |
| 12                     | 47  | Mick Schumacher  | Haas-Ferrari          | 1:20.422           | 1:20.916           |                    | 12   |
| 13                     | 44  | Lewis Hamilton   | Mercedes              | 1:20.470           | 1:21.138           |                    | 13   |
| 14                     | 24  | Zhou Guanyu      | Alfa Romeo-Ferrari    | 1:19.730           | 1:21.434           |                    | 14   |
| 15                     | 18  | Lance Stroll     | Aston Martin-Mercedes | 1:20.342           | 1:28.119           |                    | 15   |
| 16                     | 22  | Yuki Tsunoda     | AlphaTauri-RBPT       | 1:20.474           |                    |                    | 16   |
| 17                     | 10  | Pierre Gasly     | AlphaTauri-RBPT       | 1:20.732           |                    |                    | 17   |
| 18                     | 6   | Nicholas Latifi  | Williams-Mercedes     | 1:21.971           |                    |                    | 18   |
| 19                     | 31  | Esteban Ocon     | Alpine-Renault        | 1:22.338           |                    |                    | 19   |
| Q1 107% tijd: 1:24.311 |     |                  |                       |                    |                    |                    |      |
| DNQ                    | 23  | Alexander Albon  | Williams-Mercedes     | Geen tijd *        |                    |                    | 20   |

* Alexander Albon heeft geen tijd kunnen zetten maar mag van de stewards wel aan de race deelnemen.

## Vrije training 2
- Enkel de top vijf wordt weergegeven.

| Pos. | Nr. | Coureur         | Constructeur         | Tijd     |
| ---- | --- | --------------- | -------------------- | -------- |
| 1    | 63  | George Russell  | Mercedes             | 1:19.457 |
| 2    | 11  | Sergio Pérez    | Red Bull Racing-RBPT | 1:19.538 |
| 3    | 16  | Charles Leclerc | Ferrari              | 1:19.740 |
| 4    | 44  | Lewis Hamilton  | Mercedes             | 1:19.992 |
| 5    | 14  | Fernando Alonso | Alpine-Renault       | 1:20.174 |

## Sprint
De uitslag van de sprint bepaalt de startopstelling van de wedstrijd de volgende dag.

Max Verstappen won voor de tweede keer in zijn carrière een sprint.
| Pos.               | Nr. | Coureur          | Constructeur          | Rondes | Tijd / Oorzaak uitval | Grid | Punten | Grid wedstrijd |
| ------------------ | --- | ---------------- | --------------------- | ------ | --------------------- | ---- | ------ | -------------- |
| 1                  | 1   | Max Verstappen   | Red Bull Racing-RBPT  | 21     | 30:39.567             | 1    | 8      | 1              |
| 2                  | 16  | Charles Leclerc  | Ferrari               | 21     | +2.975                | 2    | 7      | 2              |
| 3                  | 11  | Sergio Pérez     | Red Bull Racing-RBPT  | 21     | +4.721                | 7    | 6S     | 3              |
| 4                  | 55  | Carlos Sainz jr. | Ferrari               | 21     | +17.578               | 10   | 5      | 4              |
| 5                  | 4   | Lando Norris     | McLaren-Mercedes      | 21     | +24..561              | 3    | 4      | 5              |
| 6                  | 3   | Daniel Ricciardo | McLaren-Mercedes      | 21     | +27.740               | 6    | 3      | 6              |
| 7                  | 77  | Valtteri Bottas  | Alfa Romeo-Ferrari    | 21     | +28.133               | 8    | 2      | 7              |
| 8                  | 20  | Kevin Magnussen  | Haas-Ferrari          | 21     | +30.712               | 4    | 1      | 8              |
| 9                  | 14  | Fernando Alonso  | Alpine-Renault        | 21     | +32.278               | 5    |        | 9              |
| 10                 | 47  | Mick Schumacher  | Haas-Ferrari          | 21     | +33.773               | 12   |        | 10             |
| 11                 | 63  | George Russell   | Mercedes              | 21     | +36.284               | 11   |        | 11             |
| 12                 | 22  | Yuki Tsunoda     | AlphaTauri-RBPT       | 21     | +38.298               | 16   |        | 12             |
| 13                 | 5   | Sebastian Vettel | Aston Martin-Mercedes | 21     | +40.177               | 9    |        | 13             |
| 14                 | 44  | Lewis Hamilton   | Mercedes              | 21     | +41.459               | 13   |        | 14             |
| 15                 | 18  | Lance Stroll     | Aston Martin-Mercedes | 21     | +42.910               | 15   |        | 15             |
| 16                 | 31  | Esteban Ocon     | Alpine-Renault        | 21     | +43.517               | 19   |        | 16             |
| 17                 | 10  | Pierre Gasly     | AlphaTauri-RBPT       | 21     | +43.794               | 17   |        | 17             |
| 18                 | 23  | Alexander Albon  | Williams-Mercedes     | 21     | +48.871               | 20   |        | 18             |
| 19                 | 6   | Nicholas Latifi  | Williams-Mercedes     | 21     | +52.017               | 18   |        | 19             |
| DNF                | 24  | Zhou Guanyu      | Alfa Romeo-Ferrari    | 0      | Ongeluk               | 14   |        | Pit *1         |
| Bron: formula1.com |     |                  |                       |        |                       |      |        |                |

S Sergio Pérez reed in ronde 14 de snelste ronde in 1:19.012 maar in de sprint levert dit geen extra punt op.

*1 Zhou Guanyu moest vanuit de pit starten omdat er aan zijn wagen is gewerkt onder Parc Fermé condities.

## Wedstrijd
Max Verstappen behaalde de tweeëntwintigste Grand Prix-overwinning in zijn carrière.
| Pos.               | Nr. | Coureur          | Constructeur          | Rondes | Tijd / Oorzaak Uitval | Grid | Punten |
| ------------------ | --- | ---------------- | --------------------- | ------ | --------------------- | ---- | ------ |
| 1                  | 1   | Max Verstappen   | Red Bull Racing-RBPT  | 63     | 1:32:07.986           | 1    | 26S    |
| 2                  | 11  | Sergio Pérez     | Red Bull Racing-RBPT  | 63     | +16.527               | 3    | 18     |
| 3                  | 4   | Lando Norris     | McLaren-Mercedes      | 63     | +34.834               | 5    | 15     |
| 4                  | 63  | George Russell   | Mercedes              | 63     | +42.506               | 11   | 12     |
| 5                  | 77  | Valtteri Bottas  | Alfa Romeo-Ferrari    | 63     | +43.181               | 7    | 10     |
| 6                  | 16  | Charles Leclerc  | Ferrari               | 63     | +56.072               | 2    | 8      |
| 7                  | 22  | Yuki Tsunoda     | AlphaTauri-RBPT       | 63     | +1:01.110             | 12   | 6      |
| 8                  | 5   | Sebastian Vettel | Aston Martin-Mercedes | 63     | +1:10.892             | 13   | 4      |
| 9                  | 20  | Kevin Magnussen  | Haas-Ferrari          | 63     | +1:15.260             | 8    | 2      |
| 10                 | 18  | Lance Stroll     | Aston Martin-Mercedes | 62     | +1 ronde              | 15   | 1      |
| 11                 | 23  | Alexander Albon  | Williams-Mercedes     | 62     | +1 ronde              | 18   |        |
| 12                 | 10  | Pierre Gasly     | AlphaTauri-RBPT       | 62     | +1 ronde              | 17   |        |
| 13                 | 44  | Lewis Hamilton   | Mercedes              | 62     | +1 ronde              | 14   |        |
| 14                 | 31  | Esteban Ocon     | Alpine-Renault        | 62     | +1 ronde*             | 16   |        |
| 15                 | 24  | Zhou Guanyu      | Alfa Romeo-Ferrari    | 62     | +1 ronde              | Pit  |        |
| 16                 | 6   | Nicholas Latifi  | Williams-Mercedes     | 62     | +1 ronde              | 19   |        |
| 17                 | 47  | Mick Schumacher  | Haas-Ferrari          | 62     | +1 ronde              | 10   |        |
| 18                 | 3   | Daniel Ricciardo | McLaren-Mercedes      | 62     | +1 ronde              | 6    |        |
| DNF                | 14  | Fernando Alonso  | Alpine-Renault        | 6      | Autoschade            | 9    |        |
| DNF                | 55  | Carlos Sainz jr. | Ferrari               | 0      | Botsing               | 4    |        |
| Bron: formula1.com |     |                  |                       |        |                       |      |        |

S Max Verstappen reed voor de zeventiende keer in zijn carrière een snelste ronde en behaalde hiermee een extra punt.

* Esteban Ocon eindigde de race als elfde maar kreeg een straf van vijf seconden voor een onveilige herstart na een pitstop.

## Tussenstanden wereldkampioenschap
Betreft tussenstanden voor het wereldkampioenschap na afloop van de race.

### Coureurs
| Pos. | Nr. | Coureur          | Constructeur         | Punten |
| ---- | --- | ---------------- | -------------------- | ------ |
| 1    | 16  | Charles Leclerc  | Ferrari              | 86     |
| 2    | 1   | Max Verstappen   | Red Bull Racing-RBPT | 59     |
| 3    | 11  | Sergio Pérez     | Red Bull Racing-RBPT | 54     |
| 4    | 63  | George Russell   | Mercedes             | 49     |
| 5    | 55  | Carlos Sainz jr. | Ferrari              | 38     |
| 6    | 4   | Lando Norris     | McLaren-Mercedes     | 35     |
| 7    | 44  | Lewis Hamilton   | Mercedes             | 28     |
| 8    | 77  | Valtteri Bottas  | Alfa Romeo-Ferrari   | 24     |
| 9    | 31  | Esteban Ocon     | Alpine-Renault       | 20     |
| 10   | 20  | Kevin Magnussen  | Haas-Ferrari         | 15     |

### Constructeurs
| Pos. | Constructeur          | Punten |
| ---- | --------------------- | ------ |
| 1    | Ferrari               | 124    |
| 2    | Red Bull Racing-RBPT  | 113    |
| 3    | Mercedes              | 77     |
| 4    | McLaren-Mercedes      | 46     |
| 5    | Alfa Romeo-Ferrari    | 25     |
| 6    | Alpine-Renault        | 22     |
| 7    | AlphaTauri-RBPT       | 16     |
| 8    | Haas-Ferrari          | 15     |
| 9    | Aston Martin-Mercedes | 5      |
| 10   | Williams-Mercedes     | 1      |